# Święty Kamień (Chojnowo)
Święty Kamień – część wsi Chojnowo w Polsce, położona w województwie warmińsko-mazurskim, w powiecie elbląskim, w gminie Tolkmicko, na obszarze Parku Krajobrazowego Wysoczyzny Elbląskiej i nad Zalewem Wiślanym, na trasie nadzalewowej linii kolejowej Elbląg-Frombork-Braniewo (obecnie zawieszonej).
W latach 1975–1998 Święty Kamień administracyjnie należał do województwa elbląskiego.
Nazwa miejsca pochodzi od znajdującego w wodach Zalewu Wiślanego głazu narzutowego zwanego Świętym Kamieniem (o obwodzie 13,8 m).